# Serge Gainsbourg
Serge Gainsbourg, pronunție, [sɛʁʒ ɡɛ̃'zbuʁ], numele la naștere, Lucien Ginsburg (n. 2 aprilie 1928, Paris, Île-de-France, Franța – d. 2 martie 1991, Paris, Île-de-France, Franța) a fost un poet, compozitor, actor și regizor francez.
Născut la Paris, în Franța, din părinți evrei ucraineni care s-au refugiat din Harkiv în Franța după Revoluția Rusă din 1917, Gainsbourg a practicat numeroase stiluri muzicale, făcându-l greu de categorisit. A fost unul dintre cei mai fertili și inspiranți compozitori ai epocii sale, fiind de asemenea autorul mai multor filme și video-clipuri. Opera sa fiind una dintre cele mai complexe și admirate, Gainsbourg este adesea considerat ca unul dintre cei mai influenți muzicieni ai lumii. 

## Discografie
- 1958: Du chant à la une
- 1959: Disque N°2
- 1961: L'étonnant Serge Gainsbourg
- 1962: Disque N°4
- 1963: Gainsbourg Confidentiel
- 1964: Gainsbourg Percussions
- 1967: Anna
- 1967: Gainsbourg & Brigitte Bardot: Bonnie & Clyde
- 1968: Gainsbourg & Brigitte Bardot: Initials B.B.
- 1969: Jane Birkin/Serge Gainsbourg
- 1971: Histoire de Melody Nelson
- 1974: Vu de l'extérieur
- 1975: Rock Around the Bunker
- 1976: L'homme à tête de chou
- 1979: Aux armes et cætera
- 1980: Enregistrement public au Théâtre Le Palace
- 1981: Mauvaises nouvelles des étoiles
- 1984: Love on the beat
- 1985: Serge Gainsbourg live (Casino de Paris)
- 1987: You're under arrest
- 1988: Le Zénith de Gainsbourg
- 1989: De Gainsbourg à Gainsbarre
- 2001: Gainsbourg Forever
- 2001: Le Cinéma de Gainsbourg

## Filmografie selectivă
- 1963 Strip-tease, regia Jacques Poitrenaud : pianistul
- 1968 Afurisitul de bunic (Ce sacré grand-père), regia Jacques Poitrenaud : Rémy
- 1968 Pașa (Le Pacha), regia Georges Lautner : el însuși
- 1971 19 fete și un marinar (Devetnaest djevojaka i jedan mornar), regia Milan Kosovac